# كاتيا باشروش
كاتيا باشروش هي سبّاحة لبنانيّة أمريكيّة عالميّة تحمل سجلًا لبنانيًّا في ثمانية أحداث. باشروش بطلة سابقة لست مرات, في ولاية ميشيغان الأمريكية وبطلة عموم أمريكا في جامعة فيرجينيا. كما أنّها مثلت لبنان في العديد من الأحداث الدولية مثل الألعاب الجامعية العالمية ودورة الألعاب العربية والألعاب الأولمبية 2012 الألعاب التي تقام في لندن.

## طفولتها
ولدت كاتيا باشروش ونشأت في فارمنجتون هيلز في ولاية ميتشجان. التحقت بمدرسة نورث فارمنجتون الثانوية في ميشيغان وحملت جنسية مزدوجة الأمريكية واللبنانية. كما أنها تتحدث بثلاث لغات: الإنكليزية والعربية اللّبنانيّة والإسبانية. في عامها الأخير في الجامعة، عملت كقائدة الفريق واحتلت المرتبة الثانية في 500 يارد في السباحة الحرة، والثانية في 1650 يارد في السباحة حرة، والثالثة في 1000 يارد في السباحة حرة والسابعة في 400 IM. (2)
.

## وصلات خارجية
- كاتيا باشروش على موقع الاتحاد الدولي للسباحة (الإنجليزية)
- كاتيا باشروش على موقع SwimRankings.net (الإنجليزية)
- كاتيا باشروش على موقع اللجنة الأولمبية الدولية (الإنجليزية)
- كاتيا باشروش على موقع أوليمبيديا (الإنجليزية)

1. ↑  Olympedia (بالإنجليزية), 2006, QID:Q95606922
2. ↑  "University of Virginia Cavaliers Official Athletic Site - VirginiaSports.com" en. مؤرشف من الأصل في 2012-06-26. اطلع عليه بتاريخ 2020-01-25. {{استشهاد ويب}}: الوسيط غير صالح |script-title=: بادئة مفقودة (مساعدة)
3. ↑  Katya Bachrouche - CollegeSwimming نسخة محفوظة 24 مارس 2015 على موقع واي باك مشين.
4. ↑  HometownLife نسخة محفوظة 27 يوليو 2012 على موقع واي باك مشين.